# Los Tellos de Meneses

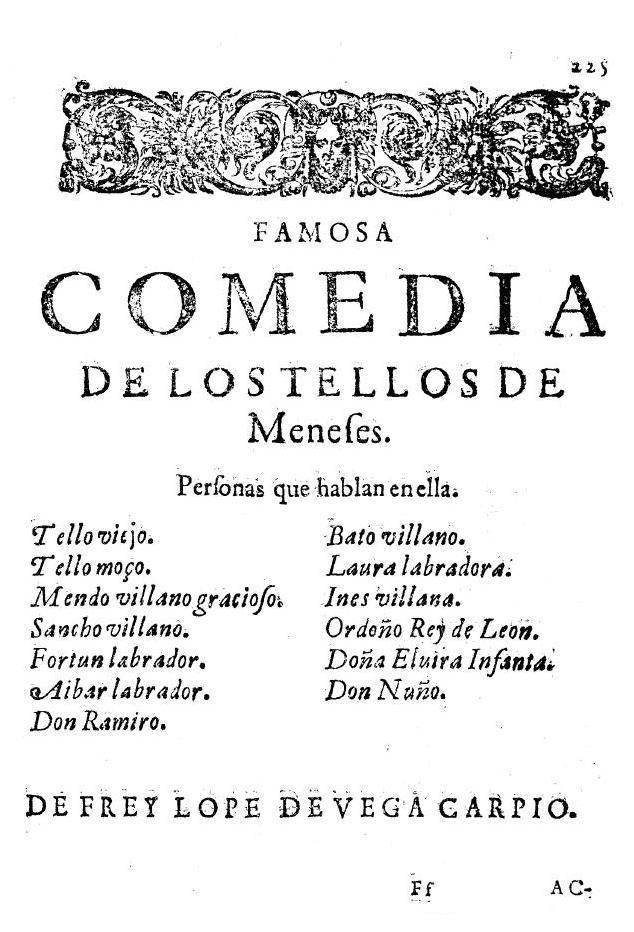
Íncipit de la Famosa comedia de Los Tellos de Meneses en las Veinte y vna parte verdadera de las Comedias del fenix de España frei Lope Felix de Vega Carpio (Madrid, 1635).

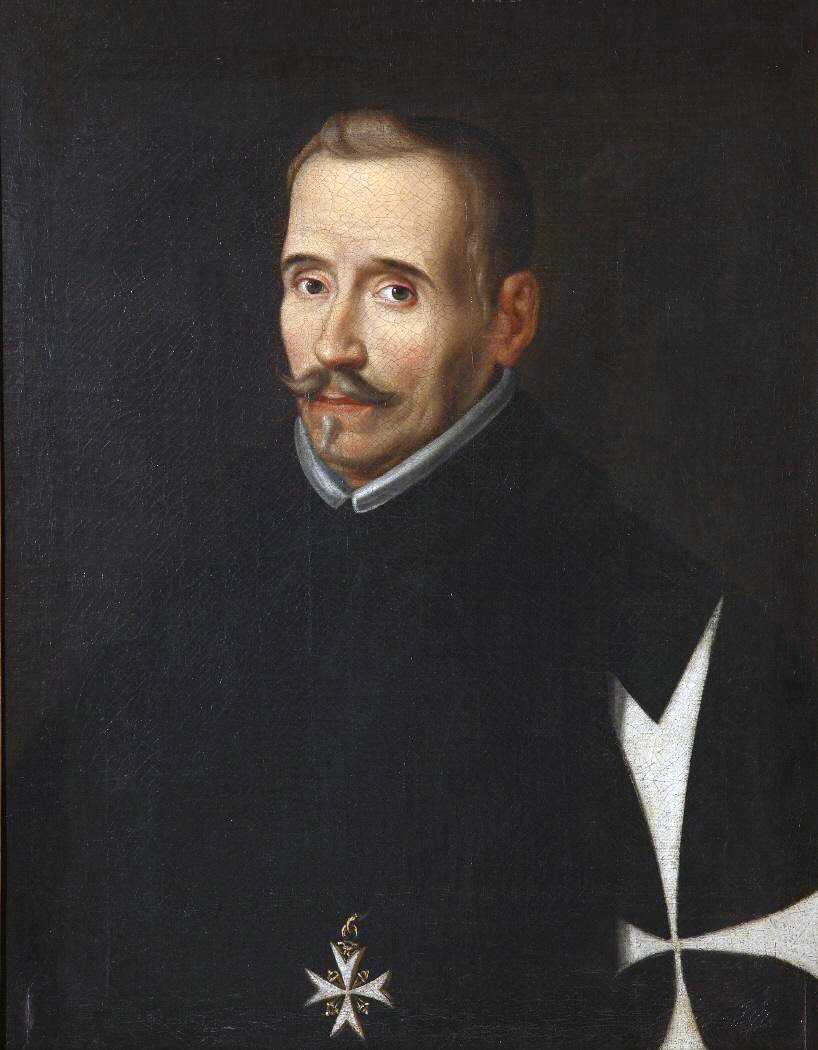
Lope de Vega en una pintura anónima del.

Los Tellos de Meneses es un drama genealógico de Lope de Vega que consta de dos partes, ambas conservadas. Pertenece al último período dramático de su autor, quien fallece la década siguiente. Menéndez Pelayo, poco afecto al elogio de este tipo de obras, afirma que es un «maravilloso drama, uno de los más bellos que brotaron de la fantasía de Lope» y que, a pesar de «permanecer olvidada» desde 1826:

[…] estamos seguros de que el mismo éxito lograría hoy si se intentase ponerla nuevamente en escena con alguna inteligencia del género a que pertenece, porque dentro de él es una de las piezas más excelentes de Lope.

## Publicación
No se conservan manuscritos ni de la primera parte ni de la segunda. Lope incluye la primera parte, bajo el nombre de Los Tellos de Meneses, en su Veintiuna parte verdadera de sus comedias (Madrid, 1635, edición póstuma de su hija, Feliciana de Vega). La segunda, con el nombre de Valor, fortuna y lealtad de los Tellos de Meneses, aparece publicada en varias sueltas. Morley y Bruerton consideran segura la autoría de Lope de la primera, y casi segura la de la segunda. Menéndez Pelayo atribuye con seguridad la segunda a Lope. La primera parte sería de principios de la década de 1620, mientras que la segunda de finales.

## Las piezas

### Primera parte
La primera parte, escrita en 2863 versos, es un tanto un drama de honra villana como de identidad real perdida en tres actos. El drama se ubica históricamente en el siglo IX (Alta Edad Media), durante el reinado de Ordoño I. El primer acto transcurre primero en León, en la corte del rey, y después se traslada a Meneses, donde se desarrolla el resto del drama.

#### Personajes
- Tello, el hijo
- Tello, el viejo
- Mendo, villano, gracioso
- Sancho, villano
- Fortún, labrador
- Aibar, labrador
- Don Ramiro
- Bato, villano
- Laura, labradora
- Inés, villana
- Ordoño I, rey de León
- Doña Elvira, infanta
- Don Nuño
- Silvio
- Benito
- Villanos
- Criados
- Labrador

#### Argumento
Ortiz Rodríguez sintetiza el argumento de esta forma:

Presenta la historia del linaje de Tello de Meneses, cuyo disparador es la huida al monte de la hija del Rey Ordoño I de León, la infanta Doña Elvira, puesto que su padre desea casarla con el rey moro de Valencia. Tras ciertas peripecias ella se refugia como criada en la casa del rico labrador Tello de Meneses, cuyo hijo tiene grandes aspiraciones de llegar a la Corte, adonde asiste para prestar dinero al Rey. Cuando el mismo concurre a la hacienda de los Tellos para agradecerles y consolidar su nombramiento de señores, descubre la identidad de su hija y bendice el matrimonio con el joven labrador.

Por su parte, Ferrer Valls lo sintetiza de la siguiente manera:

Elvira, hija del rey Ordoño I de León, la cual rechaza por motivos religiosos el matrimonio acordado por su padre con el rey moro de Valencia, y huye hacia un mundo rural en el que, acogida por el patriarca Tello de Meneses, oculta su identidad. Enamorada del hijo de Tello, también llamado Tello, el matrimonio solo será posible cuando recupere la verdadera identidad, al ser reconocida por su padre, el rey Ordoño, al que sirve una tortilla con un anillo familiar en su interior, episodio fabuloso que se encontraba en algunas fuentes genealógicas y con el que se pone fin a la primera parte de la bilogía.

En ARTELOPE se presenta un completo extracto argumental dividido en actos.

##### Comicidad
Es de señalar que si bien la comicidad se concentra, como es habitual, en la figura de los graciosos, esto no es óbice para que otros personajes también puedan aportar humor a la obra. 
El contraste entre el exceso de celo y de generosidad que muestra Tello el viejo se presta a un tratamiento cómico. En el primer acto corre con una cayada al villano Silvio porque se le cayó por el camino una de las patas de un lechón que debía traerle:

Tello el viejo
¿Cuántos pies tiene un lechón?
Silvio
Cuatro.
Tello el viejo
         Pues ¿cómo has traído 
tres?
Silvio
         El uno se ha caído;
que ya sé que cuatro son.
Tello el viejo
Del pecho te he de sacar

ese pie si le has comido.
(1268-1273)

para, sin solución de continuidad, entregar una generosa dádiva a los labradores Aibar y Bato, quienes se la solicitan directamente, sin intentar engañarlo. Esta situación, además de cómica, refuerza el sentido de honra villana que es la característica principal de Tello el viejo, un personaje testarudo, conservador frente a los deseos de ascenso social de su hijo, Tello el joven, pero perspicaz y generoso.
El contrapunto con los graciosos no se limita al corte despreciativo o seco, sino que permiten a otros personajes hacerse con las risas del público:

Mendo
¿Está acá nueso amo el mozo?
Inés
Cayóse el gozo en el pozo.
Mendo
¿Qué dices?
Inés
Que no te vas.
(383-385)

Sin embargo, las situaciones más cómicas tienen a los graciosos como protagonistas. Así pues, en el tercer acto, después de una serie de malentendidos, el gracioso Mendo abriga primero esperanzas de casarse con Juana, que es el nombre que adopta la Infanta como criada de Tello el viejo, después la repudia despechado por su rechazo y aún después, para congraciarse con el rey, huésped en la casa de Tello, corre a atraparla para que la castiguen por una falta que no es tal, y se entera de que esta es hija del rey. Mendo exclama en un aparte «Agora es cuando me manda/freír en aceite el rey» (2845-2846). El temor de Mendo no se cumple, la Infanta es pródiga y nada rencorosa.

### Segunda parte
La segunda parte, escrita en 2656 versos, es un drama de privanza en tres actos. 

#### Personajes
- Alfonso III, rey de León
- Tello el viejo
- Tello, hijo de Tello el viejo
- Don Arias, conde
- Doña Elvira, infanta
- Laura, prima de Doña Elvira
- Inés, villana
- Mendo, gracioso
- Sancho, villano
- Un cura
- Soldados
- Criados
- Música
- Moros
- Villanos
- Acompañamiento
- Garci-Tello, niño

#### Argumento
Ferrer Valls resume así su argumento:

La segunda parte de Los Tellos de Meneses, aun manteniendo motivos y personajes de drama rural, evoca en su acción nuclear básicamente el esquema de un drama de la privanza, con un tema central característico, las mudanzas de la fortuna y las intrigas y envidias palaciegas. Si al final de la primera parte se había asistido al ascenso de los Meneses, al reconocer Ordoño el matrimonio de su hija con el joven Tello, al comienzo de la segunda parte se asiste a la caída en desgracia de la familia Meneses, tras el ascenso al trono de Alfonso, hijo de Ordoño y hermano de la infanta. El nuevo rey, malaconsejado por su privado Arias, desprecia a los Meneses por su condición labriega, a la vez que envidia la suerte de su hermana, que ha tenido dos hijos, mientras el rey carece de descendencia. Como suele suceder en alguna de estas obras, el servicio a la corona que rinde Tello el Joven, marido de su hermana, en la guerra contra el moro lo legitima ante el rey, mientras que la disposición de Tello el Viejo a sufragar generosamente con su patrimonio los gastos de la corona conducirá en el desenlace al reconocimiento por parte del monarca de esta rama familiar como parte de su sangre, con todos los honores.

También es en ARTELOPE donde se presenta un completo extracto argumental de los tres actos.

## Origen
José Fernández Montesinos resume el argumento de la leyenda genealógica con estas palabras:

[…] una infanta de León huye de su palacio con un escudero de su padre. El escudero la abandona y la escarnece. La infanta se refugia en la casa de un labrador rico, montañés, al que sirve de criada y con el que a la postre se casa. Un día, el rey, perdido, yendo de caza, por aquella serranía, llega a la morada del labrador; la hija es reconocida por una sortija que dejó caer en la comida del rey; éste la perdona y colma de mercedes a su marido.

La leyenda sobre el origen familiar de los Meneses despertaba interés tempranamente, porque pueden rastrearse representaciones de obras que tratan el tema ya desde al menos 1585, año del que hay constancia de la existencia de una comedia homónima, aunque no puede atribuirse a Lope por su fecha de composición. 
Hay constancia también de obras que por sus títulos se puede inferir que guardan relación temática con la comedia de Lope, como es el caso de la representación de El robo de la infanta o El blasón de los Meneses en Salamanca en septiembre de 1605.
Hay contabilizadas hasta catorce representaciones, entre 1585 y 1693, de dramas que representan el origen mitológico de los Meneses. Esta cantidad es significativa, tomando en cuenta la época y los pocos y fragmentarios registros que se conservan de ella.
Los dramas genealógicos como los de Lope, quien escribió cerca de una treintena de ellos, podían cumplir una o más de estas características: eran apologéticos, propagandísticos o podían erigirse como una herramienta de algún estamento de la nobleza para recuperar o reclamar privilegios ante la Corona. También era común que fueran redactados por encargo, aunque en este caso parece probado que la redacción de la obra surgiera voluntariamente de la mano de Lope, siempre necesitado del cobijo de sus mecenas.
Menéndez Pelayo señala como posible fuente utilizada por Lope el poema España libertada, de la escritora portuguesa Bernarda Ferreira de Lacerda. La poetisa era amiga del Fénix, quien alabó su obra. En el poema de Bernarda Ferreira la infanta escapada es presentada como una loca que huye con un criado, quien la viola y la abandona, pero no le roba joyas. Tello no tiene el relieve que se le da en la obra de Lope, sino que es un pobre labrador que la acoge y finalmente, para mayor escarnio de la Infanta, se casa con ella, cerrando así el círculo de su caída en desgracia.
Otros estudiosos, como José Fernández Montesinos, no creen que el poema de la portuguesa —que califica como «una larga y fatigosa amplificación del relato de los genealogistas, a la que sólo añade detalles insignificantes que no recogió Lope»— fuera la inspiración del Fénix, sino que apunta a otras posibles, como los Blasones de las armas de los jóvenes hijosdalgo, de los reyes de Castilla y de otros príncipes que hay por el mundo, nobiliario compuesto en el siglo XV por Diego Hernández de Mendoza, quien presenta una Infanta que huye con un mozo de caballos que la viola, roba sus joyas y la abandona. Hernández de Mendoza presenta un Tello que, como en Lope, es un adinerado labrador, y que acaba casándose con la Infanta. Señala también, que «apenas hay nobiliario donde el cuento de la sortija oculta en la tortilla de huevos o “malasada” no conste».
Lo que parece ser original de Lope, ya que no aparece ni en la obra de Ferreira ni en la de Hernández, es la figura de Tello joven. Además, el hecho de justificar la huida de la Infanta, desobedeciendo así a su padre el rey, en la defensa de su fe católica. Esta actitud es bien diferente de las lujuriosas motivaciones que mueven los pasos de las Infantas de Ferreira y Hernández y que se convierte en la fuente de su desgracia y de su castigo. Finalmente, el caballero que Lope hace acompañar a la Infanta no abusa sexualmente de ella, sino que aprovecha una oportunidad para abandonarla y robarle un cofre de joyas. En un acto de justicia poética, es Tello el joven quien acaba inadvertidamente con su vida, disparándole una flecha con su ballesta al confundirlo con una pieza de caza.

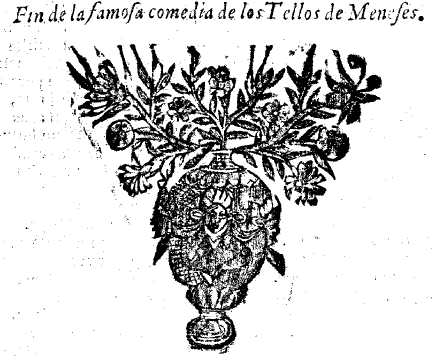
«Fin de la famosa comedia de los Tellos de Meneses» (de la edición de 1635).

La obra presenta, como se ha dicho, un Tello con un relieve inédito. Es rico, como en el nobiliario de Hernández, al punto de financiar al mismo rey en sus campañas con una generosidad que dobla el inicial pedido del monarca, pero además posee entereza de carácter y viveza de ingenio, lo que unido a sus orígenes lo convierte en el más importante y respetado labrador de la zona. Además, no es él quien se casa con la Infanta, sino su apuesto hijo, un personaje que no aparece en las fuentes conocidas anteriores a Lope.